# Sezona Velikih nagrad 1934
Sezona Velikih nagrad 1934, dirke niso bile povezane v prvenstvo. 

## Poročilo
Association Internationale des Automobile Clubs Reconnus (AIACR), krovna motošportna organizacija v tridesetih letih, je 12. oktobra 1932 predstavila Grand Prix pravila za sezono 1934. Glavne določbe glede omejitve dirkalnikov so bile: teža dirkalnika z dirkačem, gorivom, oljem, vodo in pnevmatikami ni smela presegati 750 kg, minimalna širina šasije pri dirkačevem sedežu je bila 850 mm, prosta izbira goriva in minimalna dolžina dirki 500 km. Zadnje pravilo je bilo nekajkrat prekršeno, na primer dirka za Veliko nagrado Monaka je bila dolga 318 km.  
AIACR je formalno sprejela razred dirkalnikov s kapaciteto motorja pod 1500 cm³, znanimi kot Voiturette, kot dirkalni razred pod najvišjim razredom Grand Prix. Leta 1932 sprejeta pravila so poskušala nekoliko znižati hitrosti dirkalnikov, ki so po mnenju mnogih postali prehitri, obenem pa obdržati zanimivost dirk. Alfa Romeo, Bugatti in Maserati so se brez večjih težav prilagodili novim pravilom, le dvomotorna dirkalnika Alfe Romeo in Maseratija zgrajen v času dirkalnikov brez omejitve, sta bila daleč pretežka. Toda AIACR ni predvidela moderne visoke tehnologije in metalurgije lahkih kovih, ki sta se pojavila s spremembo pravil.  
Dve nemški moštvi sta pokazali interes pri izgradnji Grand Prix dirkalnika. Mercedes-Benz se je med Veliko gospodarsko krizo umaknil iz dirkaškega športa, toda v tem času so vseeno načrtovali nove dirkalnike. Pojavilo pa se je še novo tovarniško moštvo Auto Union, ki je nastalo z združitvijo več podjetij (DKW, Audi, Horch in Wanderer) in je želelo večjo prepoznavnost v javnosti. Ferdinand Porsche je izpolnitev tega cilja videl v izgraditvi dirkalnika za najvišji nivo dirkanja. Nemški moštvi sta podporo našli tudi v nacističnem režimu Adolfa Hitlerja, ki je videl dirkanje kot odlično priložnost za propagando. Minister za transkoport Brandenburg je ponudil moštvoma letno nadomestilo za uspešno dirkanje 500.000 RM, ob tem pa še bonus 20.000 RM za zmago, 10.000 RM za drugo mesto in 5.000 RM za tretje mesto. Ker sta obe moštvi pokazali interes, se je subvencija delila na pol, 250.000 RM za vsako moštvo. To je po ocenah pokrilo približno petino njunega celotnega proračuna. 
Italijanski moštvi, Alfa Romeo (Scuderia Ferrari) in Maserati, še zdaleč nista imela tako velikih proračunov kot njihova nemška tekmeca. Toda med tem ko Hitler ni kazal večjega interesa za motošport, razen njegovega izkoriščanja za propagandne namene, in se ni nikoli udeležil nobene dirke, pa je bil italijanski diktator Benito Mussolini strasten ljubitelj dirkaškega športa in navijač moštva Alfa Romeo oziroma Scuderie Ferrari, njihovega dirkaškega moštva, in je pokazal velik interes za moštva, rezultate dirk in dirkače. Mussolini je organiziral, da je Alfa Romeo delovala pod državnim Istituto di Ricostruzione Industriale (IRI), tako so lahko dobili državni denar.
Med tem, ko je bil najvišji razred Grand Prix podvržen zgodovinskim spremembam, pa je v razredu Voiturette vladalo zatišje pred viharjem. Ker razred Voiturette ni bil preveč popularen, ni bilo prirejenih veliko dirk zanj. Organizatorji so veliko raje prirejali dirke Grand Prix, nekatere francoske in italijanske dirke Voiturette pa so potekale le za dirkalnike do 1100 cm³. Toda kmalu se je začela prevlada oben nemških moštev, ob tem pa so še močno narasli stroški dirkanja v najvišjem razredu Grand Prix, tako da so se najprej privatniki, nato pa tudi italijanski privatni moštvi, vse bolj usmerjali v razred Voiturette.
Mercedes-Benz
Po troletnem premoru se je Mercedes-Benz vrnil na dirkaško sceno z novim dirkalnikom Mercedes-Benz W25 z neodvisnim vzmetenjem in 3,3 L motorjem. V moštvo so povabili nekdanjega moštvenega dirkača Rudolfa Caracciolo, mladega Manfreda von Brauchitscha in motociklističnega dirkača Ernsta Henneja kot rezervnega dirkača. Toda po skoraj enem letu v postelji zaradi trčenja na dirki za Veliko nagrado Monaka v prejšnji sezoni 1933 in smrtni nesreči žene med smučanjem, je bil Caracciola fizično in psihično vprašljiv. Zato se je športni direktor Alfred Neubauer odločil v moštvo pripeljati še Luigija Fagiolija, da bi prevzel vlogo prvega dirkača, če se bi Caracciola izkazal za preslabo pripravljenega.
Auto Union
Debitantsko moštvo Auto Union je predstavilo svoj revolucionarni dirkalnik Auto Union Typ A, znan tudi kot P-wagen, z 4,3 L motorjem. Nekdanji dirkač Willy Walb je postal športni direktor, Ferdinand Porsche pa tehnični. Kot glavna dirkača je moštvo izbralo uveljavljenega Hansa Stucka in manj znanega Hermanna zu Leiningena, rezervna dirkača pa sta bila August Momberger in Wilhelm Sebastian. Kot Mercedesov dirkalnik, je imel Typ A tudi neodvisno vzmetenje na vseh štirih kolesih. Nastavitev dirkalnika pa je predstavljala veliko težavo, saj so dirkači zelo težko dobili dovolj oprijema. 
Alfa Romeo
Alfa Romeo, ki jo je zastopalo dirkaško moštvo Scuderia Ferrari, je izdelala novo močnejšo 2,9 L verzijo dve leti starega dirkalnika Alfa Romeo P3. Ferrari je imel močno dirkaško zasedbo, saj so bili v moštvu veterana Achille Varzi in Louis Chiron, mladi toda presenetljivo dobri Guy Moll, Carlo Felice Trossi in Marcel Lehoux. Oktobra so napovedali, da bodo izdelali petindvajset dirkalnikov P3 za prodajo, naročilo so med drugim oddali Lehoux, Philippe Étancelin, Earl Howe in Tim Rose-Richards. Toda kmalu za tem so se premislili in naročniki so se morali zadovoljiti z dve leti starimi dirkalniki P3 ali šibkejšimi Alfa Romeo Monza. 
Maserati
Maserati je še vedno dirkal s svojimi 3,0 L dirkalniki Maserati 8CM, ki so jim le razširili šasijo, da je zadostila pravilom. 8CM je bil tudi najbolj popularen dirkalnik med privatniki, uporabljala so ga privatna moštva Gruppo Genovese San Giorgio, za katero sta dirkala Renato Balestrero in Clemente Biondetti, Scuderia Siena in Whitney Straight Ltd. pa tudi privatniki Tazio Nuvolari, Earl Howe in Philippe Étancelin. Pozno v sezoni se je pojavil nov dirkalnik Maserati 6C-34 s šasijo z dirkalnika 8CM in velikom 6-cilindričnim motorjem. Kot tovarniško moštvo Officine Alfieri Maserati so natopili le na nekaterih dirkah. Dirkalniki Maserati so bili konkurenčni le v prvem delu sezone, ko sta se nemški moštvi otepali težav z novima dirkalnikoma, v drugem delu pa obe italijanski moštvi nista imeli pravih možnosti, zato se je že delno napovedovala prihodnost.
Bugatti
Bugatti je nastopal z lani predstavljenim 3,0 L dirkalnikom Bugatti T59, ki so mu povečali kapaciteto motorja na 3,3 L sredi sezone. Šef moštva je bil nekdanji dirkač Meo Constantini, dirkač pa mladi in divji Jean-Pierre Wimille, ki je že nekaj časa dirkal z Bugattiji kot privatnik, a brez večjih uspehov. Kmalu je moštvo ugotovilo, da je T59 nezanesljiv pa tudi nekonkurenčen proti dirkalnikoma nemških moštvev, zato niso veliko vlagali v razvoj.

## Dirkači in moštva

### Tovarniška moštva
| Moštvo                     | Konstruktor   | Šasija      | Motor                               | Dirkači                 |
| -------------------------- | ------------- | ----------- | ----------------------------------- | ----------------------- |
| Daimler-Benz AG            | Mercedes-Benz | W25         | 3,3 L Straight-8                    | Rudolf Caracciola       |
| Daimler-Benz AG            | Mercedes-Benz | W25         | 3,3 L Straight-8                    | Luigi Fagioli           |
| Daimler-Benz AG            | Mercedes-Benz | W25         | 3,3 L Straight-8                    | Manfred von Brauchitsch |
| Daimler-Benz AG            | Mercedes-Benz | W25         | 3,3 L Straight-8                    | Ernst Henne             |
| Auto Union AG              | Auto Union    | A           | 4,3 L V16                           | Hans Stuck              |
| Auto Union AG              | Auto Union    | A           | 4,3 L V16                           | Hermann zu Leiningen    |
| Auto Union AG              | Auto Union    | A           | 4,3 L V16                           | August Momberger        |
| Auto Union AG              | Auto Union    | A           | 4,3 L V16                           | Hanns Geier             |
| Auto Union AG              | Auto Union    | A           | 4,3 L V16                           | Wilhelm Sebastian       |
| Scuderia Ferrari           | Alfa Romeo    | Tipo B »P3« | 2,9 L Straight-8                    | Achille Varzi           |
| Scuderia Ferrari           | Alfa Romeo    | Tipo B »P3« | 2,9 L Straight-8                    | Louis Chiron            |
| Scuderia Ferrari           | Alfa Romeo    | Tipo B »P3« | 2,9 L Straight-8                    | Guy Moll                |
| Scuderia Ferrari           | Alfa Romeo    | Tipo B »P3« | 2,9 L Straight-8                    | Carlo Felice Trossi     |
| Scuderia Ferrari           | Alfa Romeo    | Tipo B »P3« | 2,9 L Straight-8                    | Marcel Lehoux           |
| Officine Alfieri Maserati  | Maserati      | 4C 8C 6C-34 | ? 3,0 L Straight-8 3,2 L Straight-6 | Piero Taruffi           |
| Officine Alfieri Maserati  | Maserati      | 4C 8C 6C-34 | ? 3,0 L Straight-8 3,2 L Straight-6 | Goffredo Zehender       |
| Officine Alfieri Maserati  | Maserati      | 4C 8C 6C-34 | ? 3,0 L Straight-8 3,2 L Straight-6 | Tazio Nuvolari          |
| Automobiles Ettore Bugatti | Bugatti       | T59         | 3,0/3,3 L Straight-8                | Jean-Pierre Wimille     |
| Automobiles Ettore Bugatti | Bugatti       | T59         | 3,0/3,3 L Straight-8                | René Dreyfus            |
| Automobiles Ettore Bugatti | Bugatti       | T59         | 3,0/3,3 L Straight-8                | Robert Benoist          |
| Automobiles Ettore Bugatti | Bugatti       | T59         | 3,0/3,3 L Straight-8                | Tazio Nuvolari          |

### Neodvisna moštva
| Moštvo                | Konstruktor         | Šasija    | Motor                             | Dirkači           |
| --------------------- | ------------------- | --------- | --------------------------------- | ----------------- |
| Gruppo san Giorgio    | Alfa Romeo          | Monza     | 2,5 L Straight-8                  | Renato Balestrero |
| Gruppo san Giorgio    | Alfa Romeo          | Monza     | 2,5 L Straight-8                  | Attilio Battilana |
| Gruppo san Giorgio    | Alfa Romeo          | Monza     | 2,5 L Straight-8                  | Luigi Soffietti   |
| Scuderia Siena        | Alfa Romeo Maserati | Monza 8CM | 2,5 L Straight-8 3,0 L Straight-8 | Eugenio Siena     |
| Scuderia Siena        | Alfa Romeo Maserati | Monza 8CM | 2,5 L Straight-8 3,0 L Straight-8 | Luigi Soffietti   |
| Scuderia Siena        | Alfa Romeo Maserati | Monza 8CM | 2,5 L Straight-8 3,0 L Straight-8 | Giovanni Minozzi  |
| Ecuire Braillard      | Maserati            | 8CM       | 3,0 L Straight-8                  | Peter de Paolo    |
| Ecuire Braillard      | Maserati            | 8CM       | 3,0 L Straight-8                  | Robert Brunet     |
| Ecuire Braillard      | Maserati            | 8CM       | 3,0 L Straight-8                  | Benoît Falchetto  |
| Whitney Straight Ltd. | Maserati            | 8CM       | 3,0 L Straight-8                  | Whitney Straight  |
| Whitney Straight Ltd. | Maserati            | 8CM       | 3,0 L Straight-8                  | Hugh Hamilton     |
| Whitney Straight Ltd. | Maserati            | 8CM       | 3,0 L Straight-8                  | Marcel Lehoux     |

## Velike nagrade

### Grandes Épreuves
| Velika nagrada          | Dirkališče        | Datum         | Zmag. dirkač      | Zmag. moštvo  | Poročilo |
| ----------------------- | ----------------- | ------------- | ----------------- | ------------- | -------- |
| Velika nagrada Monaka   | Monaco            | 2. april      | Guy Moll          | Alfa Romeo    | Poročilo |
| Velika nagrada Francije | Montlhéry         | 1. julij      | Louis Chiron      | Alfa Romeo    | Poročilo |
| Velika nagrada Nemčije  | Nürburgring       | 15. julij     | Hans Stuck        | Auto Union    | Poročilo |
| Velika nagrada Belgije  | Spa-Francorchamps | 29. julij     | René Dreyfus      | Bugatti       | Poročilo |
| Velika nagrada Italije  | Monza             | 9. september  | Rudolf Caracciola | Mercedes-Benz | Poročilo |
| Velika nagrada Italije  | Monza             | 9. september  | Luigi Fagioli     | Mercedes-Benz | Poročilo |
| Velika nagrada Španije  | Lasarte           | 23. september | Luigi Fagioli     | Mercedes-Benz | Poročilo |

### Ostale Velike nagrade
| Velika nagrada                | Dirkališče     | Datum         | Zmag. dirkač            | Zmag. moštvo  | Poročilo |
| ----------------------------- | -------------- | ------------- | ----------------------- | ------------- | -------- |
| Velika nagrada Alessandrie    | Pietro Bordino | 22. april     | Achille Varzi           | Alfa Romeo    | Poročilo |
| Velika nagrada Tripolija      | Mellaha        | 6. maj        | Achille Varzi           | Alfa Romeo    | Poročilo |
| Eläintarhanajot               | Eläintarharata | 13. maj       | Eugen Bjørnstad         | Alfa Romeo    | Poročilo |
| Velika nagrada Casablance     | Anfa           | 20. maj       | Louis Chiron            | Alfa Romeo    | Poročilo |
| Targa Florio                  | Madonie        | 20. maj       | Achille Varzi           | Alfa Romeo    | Poročilo |
| Velika nagrada Frontieresa    | Chimay         | 20. maj       | Willy Longueville       | Bugatti       | Poročilo |
| Avusrennen                    | AVUS           | 27. maj       | Guy Moll                | Alfa Romeo    | Poročilo |
| Velika nagrada Pikardije      | Péronne        | 27. maj       | Benoit Falchetto        | Maserati      | Poročilo |
| Mannin Moar                   | Douglas        | 2. junij      | Brian Lewis             | Alfa Romeo    | Poročilo |
| Eifelrennen                   | Nürburgring    | 3. junij      | Manfred von Brauchitsch | Mercedes-Benz | Poročilo |
| Velika nagrada Montreuxa      | Montreux       | 3. junij      | Carlo Felice Trossi     | Alfa Romeo    | Poročilo |
| Velika nagrada Penya Rhina    | Montjuic Park  | 17. junij     | Achille Varzi           | Alfa Romeo    | Poročilo |
| Grand Prix de la Marne        | Reims          | 8. julij      | Louis Chiron            | Alfa Romeo    | Poročilo |
| Velika nagrada Vichyja        | Vichy          | 15. julij     | Carlo Felice Trossi     | Alfa Romeo    | Poročilo |
| Coppa Ciano                   | Montenero      | 22. julij     | Achille Varzi           | Alfa Romeo    | Poročilo |
| Velika nagrada Albija         | Albi           | 22. julij     | Rupert Featherstonhaugh | Maserati      | Poročilo |
| Velika nagrada Dieppa         | Dieppe         | 22. julij     | Philippe Étancelin      | Maserati      | Poročilo |
| Coppa Acerbo                  | Pescara        | 15. avgust    | Luigi Fagioli           | Mercedes-Benz | Poročilo |
| Velika nagrada Nice           | Nice           | 19. avgust    | Achille Varzi           | Alfa Romeo    | Poročilo |
| Grand Prix du Comminges       | Saint-Gaudens  | 26. avgust    | Gianfranco Comotti      | Alfa Romeo    | Poročilo |
| Velika nagrada Švice          | Bremgarten     | 26. avgust    | Hans Stuck              | Auto Union    | Poročilo |
| Velika nagrada Bielle         | Biella         | 2. september  | Carlo Felice Trossi     | Alfa Romeo    | Poročilo |
| Grand Prix de l´U.M.F.        | Montlhéry      | 9. september  | Benoit Falchetto        | Alfa Romeo    | Poročilo |
| Velika nagrada Masaryka       | Brno           | 30. september | Hans Stuck              | Auto Union    | Poročilo |
| Velika nagrada Ria de Janeira | Gávea          | 3. oktober    | Irineu Correa           | Ford          | Poročilo |
| Donington Park Trophy         | Donington Park | 6. oktober    | Whitney Straight        | Maserati      | Poročilo |
| Mountain Championship         | Brooklands     | 13. oktober   | Whitney Straight        | Maserati      | Poročilo |
| Velika nagrada Modene         | Modena         | 14. oktober   | Tazio Nuvolari          | Maserati      | Poročilo |
| Velika nagrada Neaplja        | Posillipo      | 21. oktober   | Tazio Nuvolari          | Maserati      | Poročilo |
| Velika nagrada Alžirije       | Alžir          | 28. oktober   | Jean-Pierre Wimille     | Bugatti       | Poročilo |

## Statistika

### Dirkači
| Dirkač                  | Zmage |
| ----------------------- | ----- |
| Achille Varzi           | 6     |
| Louis Chiron            | 3     |
| Luigi Fagioli           | 3     |
| Hans Stuck              | 3     |
| Carlo Felice Trossi     | 3     |
| Benoit Falchetto        | 2     |
| Guy Moll                | 2     |
| Tazio Nuvolari          | 2     |
| Whitney Straight        | 2     |
| Eugen Björnstad         | 1     |
| Rudolf Caracciola       | 1     |
| Gianfranco Comotti      | 1     |
| René Dreyfus            | 1     |
| Philippe Étancelin      | 1     |
| Rupert Featherstonhaugh | 1     |
| Brian Lewis             | 1     |
| Willy Longueville       | 1     |
| Manfred von Brauchitsch | 1     |
| Jean-Pierre Wimille     | 1     |

### Moštva
| Moštvo        | Zmage |
| ------------- | ----- |
| Alfa Romeo    | 18    |
| Maserati      | 7     |
| Mercedes-Benz | 4     |
| Auto Union    | 3     |
| Bugatti       | 3     |